# Захелмка
Захелмка (пол. Zachełmka) — гірська річка в Польщі, у Суському повіті Малопольського воєводства. Права притока Палечки, (басейн Балтійського моря).

## Опис
Довжина річки 4,44 км, площа басейну водозбору 5,76  км².

## Розташування
Бере початок на північних схилах вершини Кам'янки на висоті 490 м (гміна Ланцкорона). Тече переважно на південний захід через село Захелмну і у Будзуві впадає у річку Палечку, праву притоку Скави. Річка створена 2 джерельними водотоками.

## Цікавий факт
- У селі Будзув річку перетинає автошлях № 956 (Бертовиці — Сулковіце — Пальча — Бачин — Будзув — Зембжиці).